# 府中15
府中15（英語：Fuzhong 15）是座落於臺灣新北市板橋區的藝文活動展覽館，由新北市政府文化局經營。

## 沿革

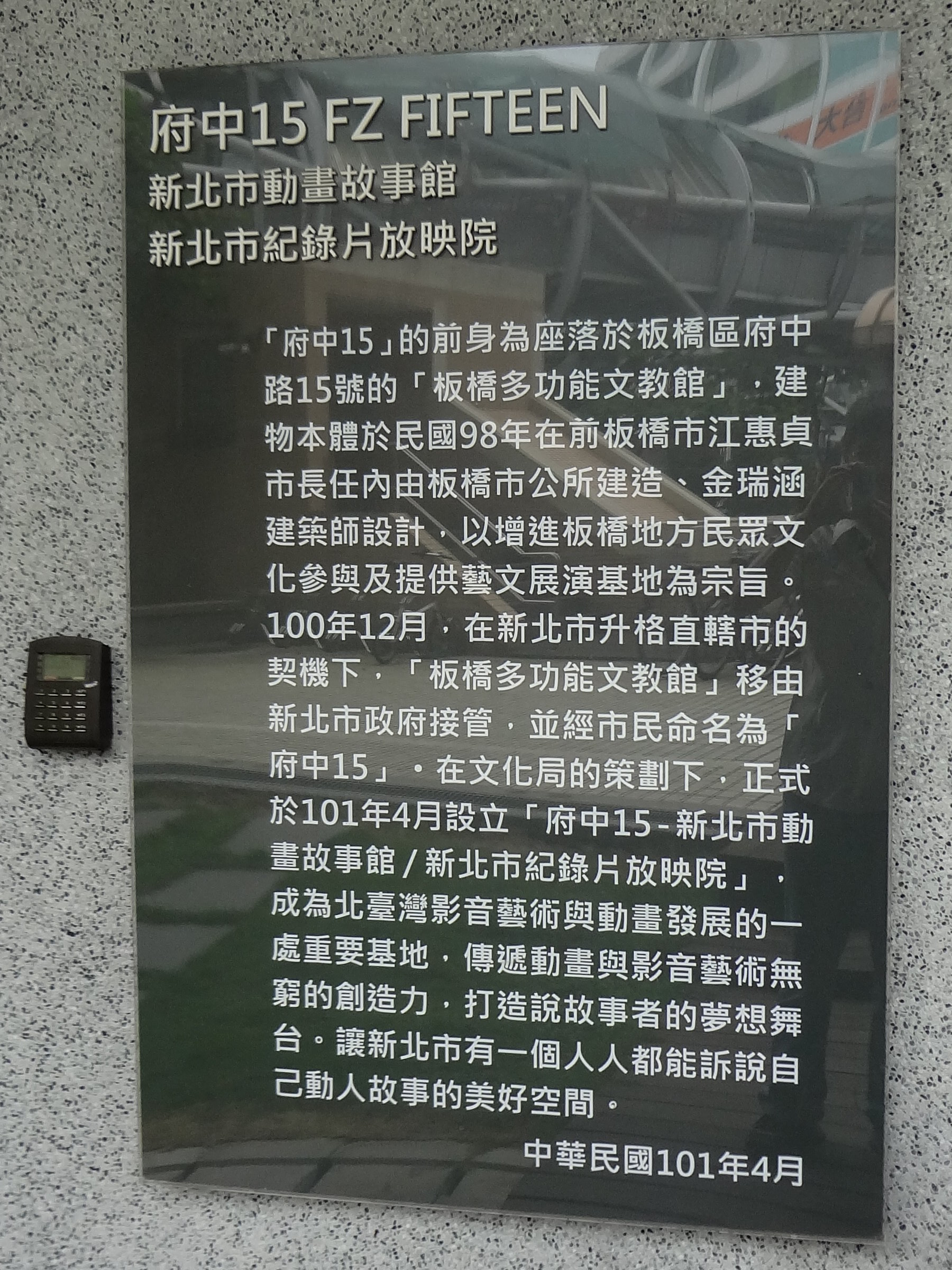
府中15歷史解說牌

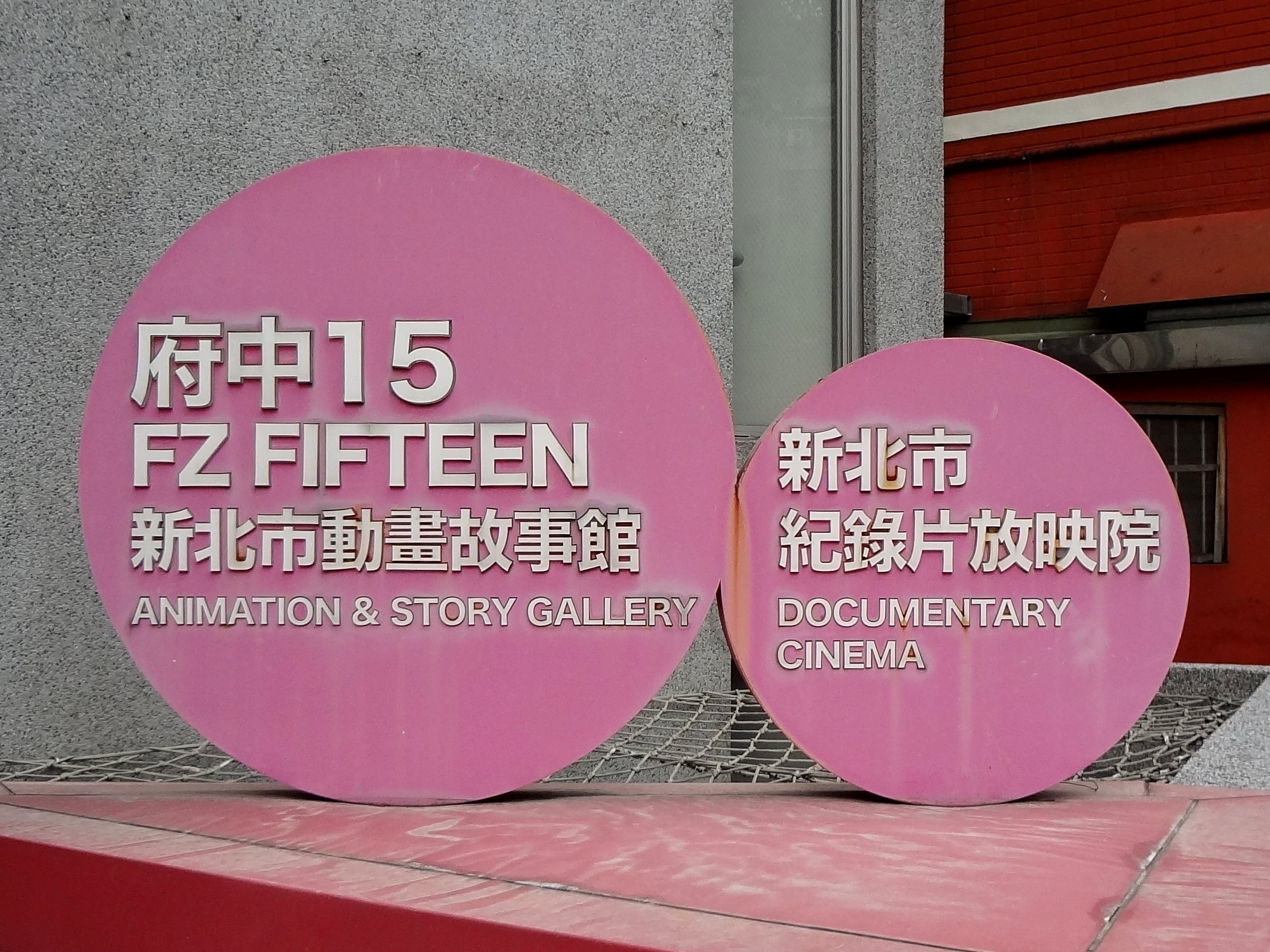
新北市動畫故事館與新北市紀錄片放映院標誌

- 2009年：臺北縣板橋市公所拆除臺北縣板橋市戶政事務所舊址，原地改建「板橋多功能文教館」。
- 2011年7月9日：板橋多功能文教館啟用，建築師金瑞涵設計，地下二層、地上九層，擷取帆船意象作為立面設計[3]。
- 2011年12月：板橋多功能文教館由新北市政府接管，新北市政府對外徵求新名稱後改名為「府中15」。
- 2011年12月3日：紀錄片放映院開幕[1][4]。
- 2012年4月21日：動畫故事館開幕，並推出吉祥物「一哥」、「五弟」做為形象代表[2]。

## 開館時間
- 「紀錄片放映院」有播映紀錄片才開放，其它時間沒有開放。
- 「動畫樂學園」屬於常設展覽空間，周一至周日09：00~18：00（每月第一個周一、除夕、初一休館）開放，另外有提供假日動畫電影院：假日動畫電影院屬於2樓迷你動畫電影院，都將播出動畫片，採自由入場。限週日（例假日）14:00。
- 「當期特展」位於3-5樓，「當期特展」每日09：00~18：00開放（每月第一個周一、除夕、初一休館）。5樓備有哺乳室。
- 「活動教室」具有多間開放式活動教室，使用申請者須先提出動畫、影像藝術和記錄片相關領域企劃案，經過審查方可使用。
- 「行政辦公室」不對外開放，新北市協助影視拍攝與發展中心曾設於此。
- 「影音閱讀館」每日09：00~21：00開放。

## 設施
| 樓層     | 樓層名稱     |
| -------- | ------------ |
| 八樓     | 行政辦公室   |
| 七樓     | 行政辦公室   |
| 六樓     | 活動教室     |
| 五樓     | 展覽室       |
| 四樓     | 展覽室       |
| 三樓     | 展覽室       |
| 二樓     | 影像魔方     |
| 一樓     | 府中15入口   |
| 地下一樓 | 紀錄片放映院 |

## 鄰近設施
- 台北捷運板南線府中站（2號出口）
- 新板特區商圈
- 板橋府中商圈

## 外部連結
- 官方网站
- 府中15新北市紀錄片放映院
- 府中15
- 府中15新北市紀錄片放映院的Facebook專頁
- 府中15的Facebook專頁
- YouTube上的府中15新北市紀錄片放映院頻道
- YouTube上的府中15頻道